# Ruptawa
Ruptawa (deutsch Ruptau) ist ein sołectwo (Schulzenamt) von Jastrzębie-Zdrój in der Woiwodschaft Schlesien in Polen.

## Geographie
Ruptawa liegt etwa drei Kilometer südlich des Stadtzentrums entlang des Wegs nach Cieszyn.
Die sołectwo hat eine Fläche von 15,23 km².
Die Weiler sind: Biadoszek, Brzeziny, Cisówka (ehemaliges Dorf), Kępa, Maryjowiec, Ruptawiec.

## Geschichte
Der Ort wurde um 1305 im Liber fundationis episcopatus Vratislaviensis (Zehntregister des Bistums Breslau) als „Item in Ruptava debent esse triginta mansi“ erstmals urkundlich erwähnt. Im Verlauf der Gründung wurde auch eine römisch-katholische Pfarrei errichtet.
In der Zeit des polnischen Partikularismus gehörte das Dorf zum Herzogtum Oppeln-Ratibor. Zusammen mit diesem fiel es 1327 als ein Lehen an die Krone Böhmen, die seit 1526 die Habsburger innehatten. Ab 1437 gehörte er des davon abgetrennten Herzogtums Rybnik und ab 1464 des Herzogtums Loslau. Nach dem Ersten Schlesischen Krieg und dem Vorfrieden von Breslau (1742) gehörte es zum Königreich Preußen.
Am 22. Oktober 1912 wurde die evangelische Kirche (heute die alte Kirche) eingeweiht.
In der Volksabstimmung in Oberschlesien über die künftige politische Zugehörigkeit Oberschlesiens 1921 votierten 362 von 647 Wählern für Polen, demgegenüber standen 284 Stimmen für Deutschland (56 gegen 20 im Gutsbezirk).
Nach der polnischen Annexion Ost-Oberschlesiens 1922 gehörte Ruptawa zu Polen. Unterbrochen wurde dies nur durch die Besetzung Polens durch die Wehrmacht im Zweiten Weltkrieg.
Im Jahr 1933 waren 29,7 % Einwohner von Ruptawa evangelisch, einer der höchsten Prozentsätze der einstigen Woiwodschaft Schlesien ohne Olsagebiet.
Nach dem Zweiten Weltkrieg kam der Ort zu Polen zurück und wurde dem neu gebildeten Powiat Wodzisławski zugeordnet. 
Die alte römisch-katholische Holzkirche wurde in den Jahren 1971–1972 aus Ruptawa nach Kaczyce übertragen.
Ruptawa wurde im Jahre 1975 mit der Stadt Jastrzębie-Zdrój als sołectwo Ruptawa z Cisówką eingemeindet.

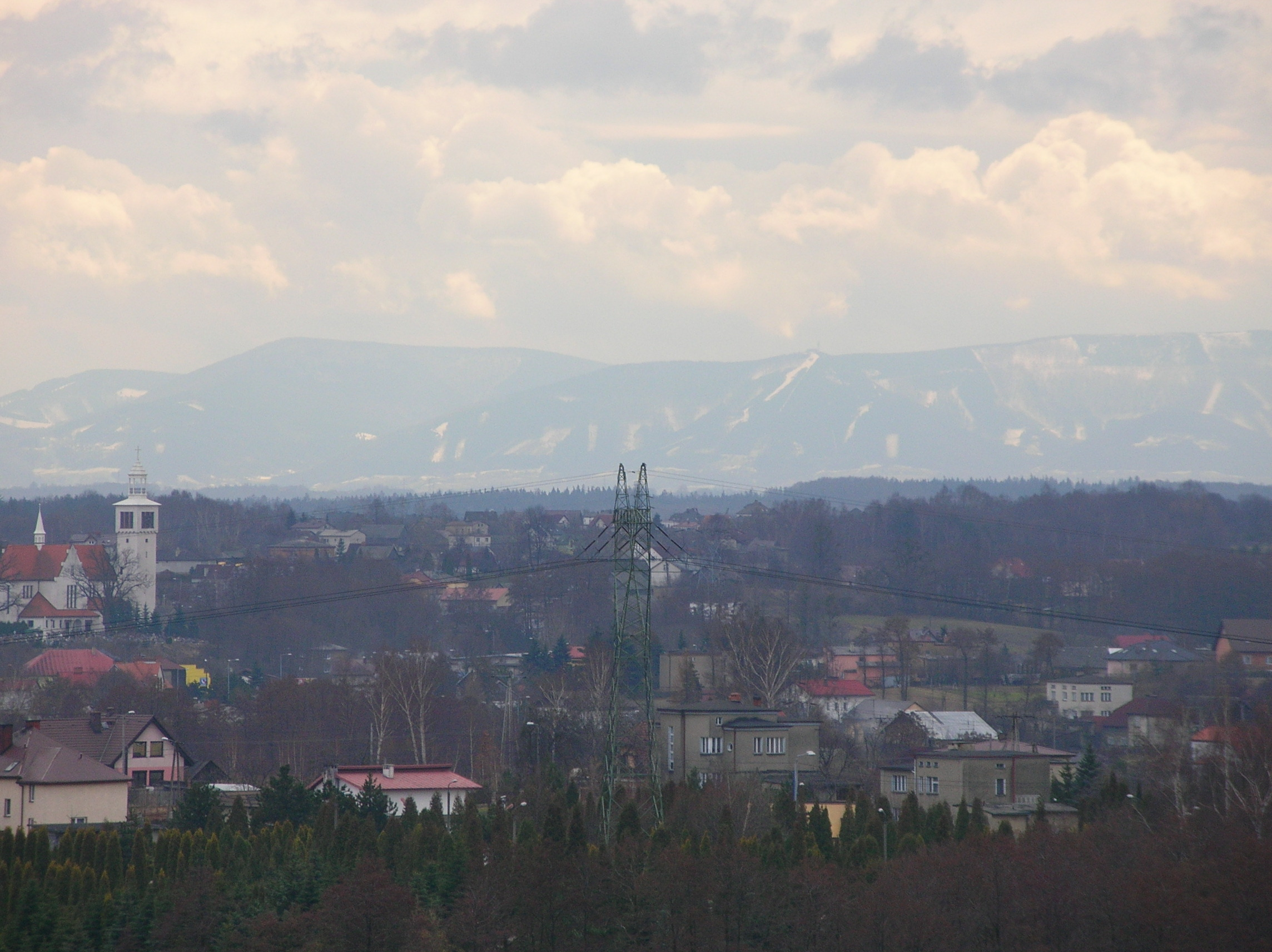
Ortsansicht
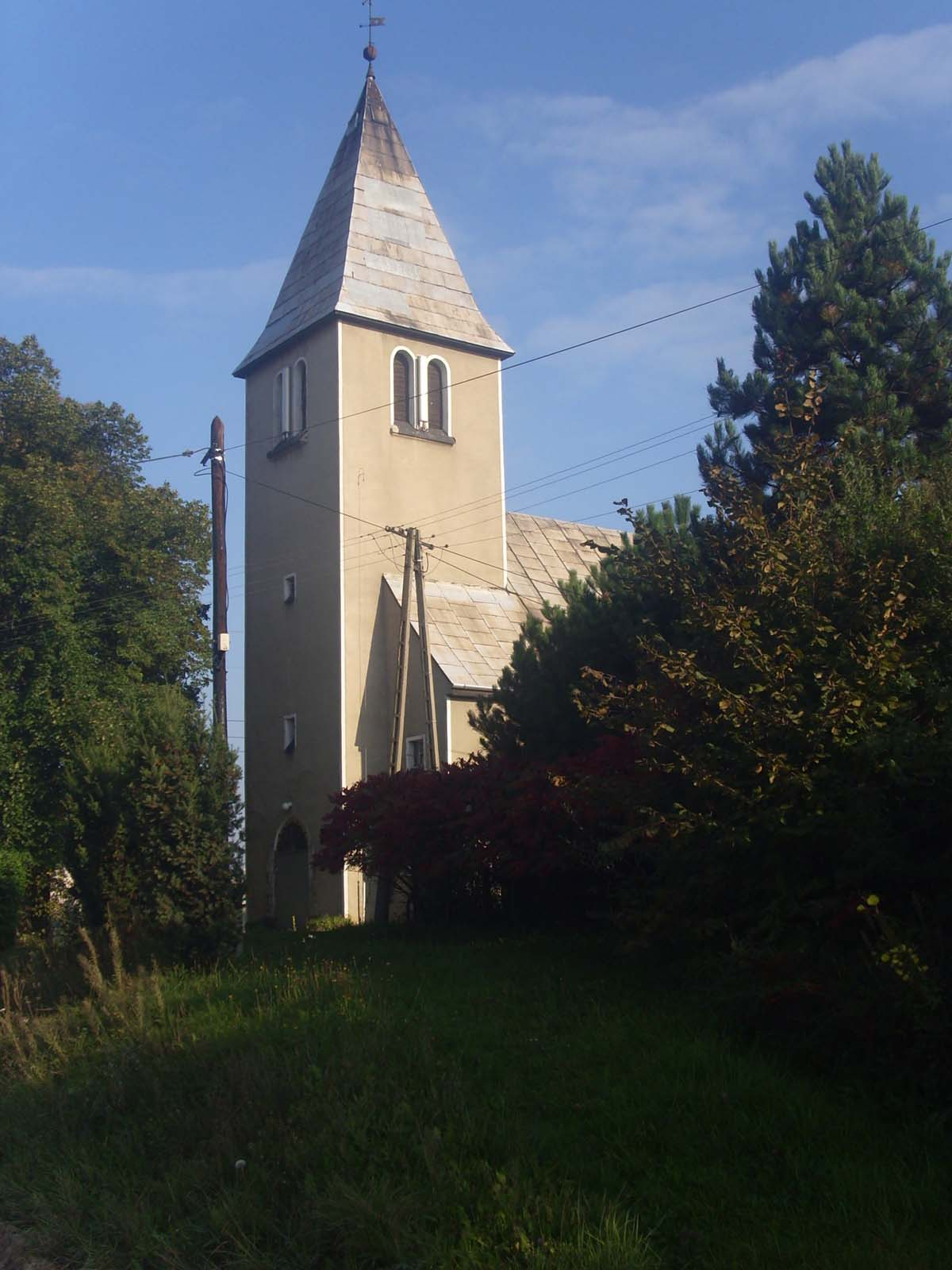
Alte evangelische Kirche
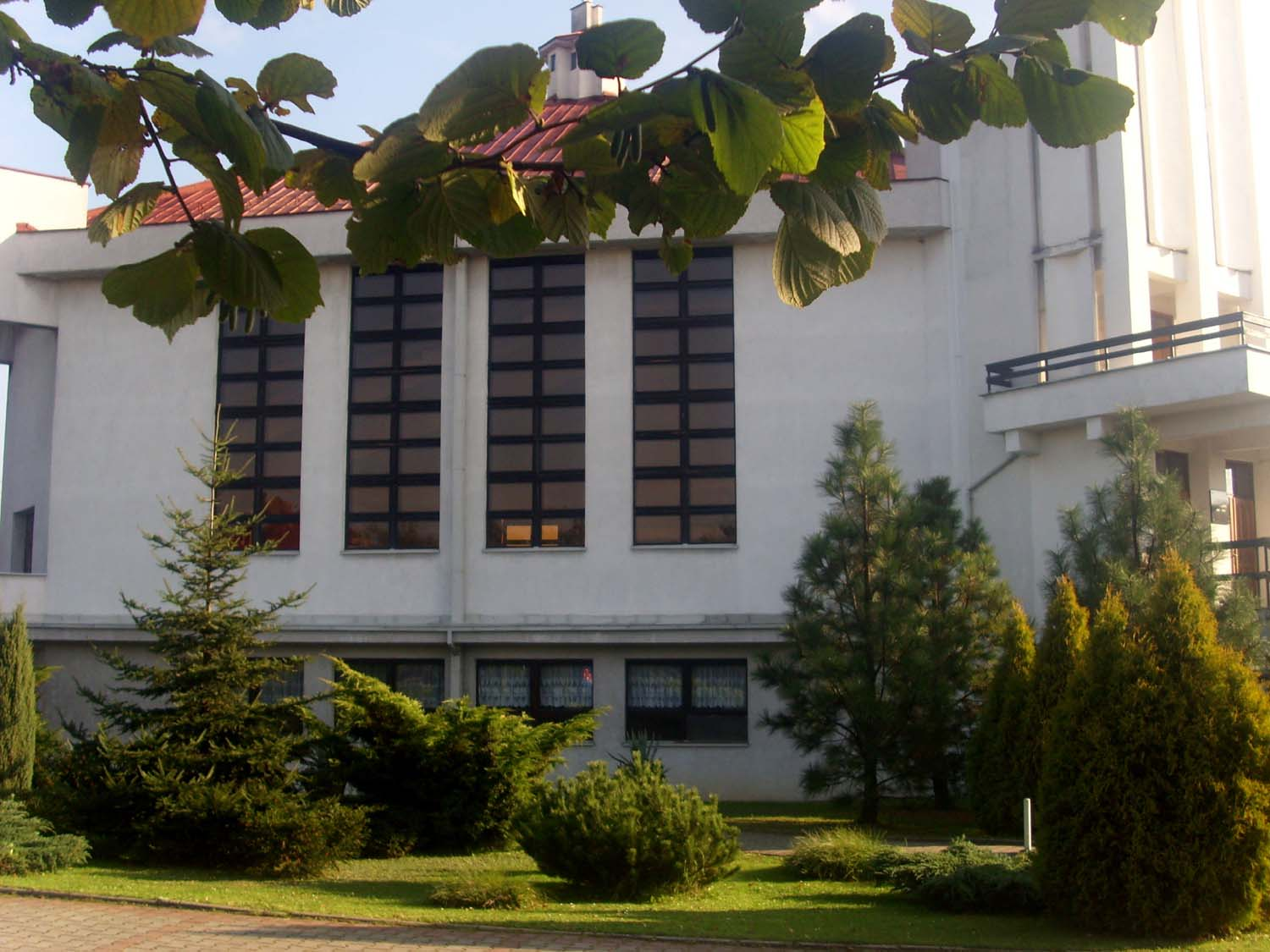
Neue Evangelische Kirche